# Acta Acustica united with Acustica
Acta Acustica united with Acustica is een internationaal, aan collegiale toetsing onderworpen wetenschappelijk tijdschrift op het gebied van de akoestiek. De naam wordt in literatuurverwijzingen meestal afgekort tot Acta Acust. United. Ac.
Het tijdschrift is opgericht in 1996 en combineert twee oudere tijdschriften: Akustische Zeitschrif, opgericht in 1936 en hernoemd in Acustica in 1951, en Acta Acustica. Het wordt uitgegeven door de Hirzel Verlag in samenwerking met de European Acoustics Association. Het verschijnt tweemaandelijks.